# Callophrys leucosticta
Callophrys leucosticta är en fjärilsart som beskrevs av Hermann Stauder 1923. Callophrys leucosticta ingår i släktet Callophrys och familjen juvelvingar. Inga underarter finns listade i Catalogue of Life.